# Cantalupo in Sabina
Cantalupo in Sabina – miejscowość i gmina we Włoszech, w regionie Lacjum, w prowincji Rieti.
Według danych na rok 2004 gminę zamieszkiwało 1621 osób, 162,1 os./km².